# Bernský Jura

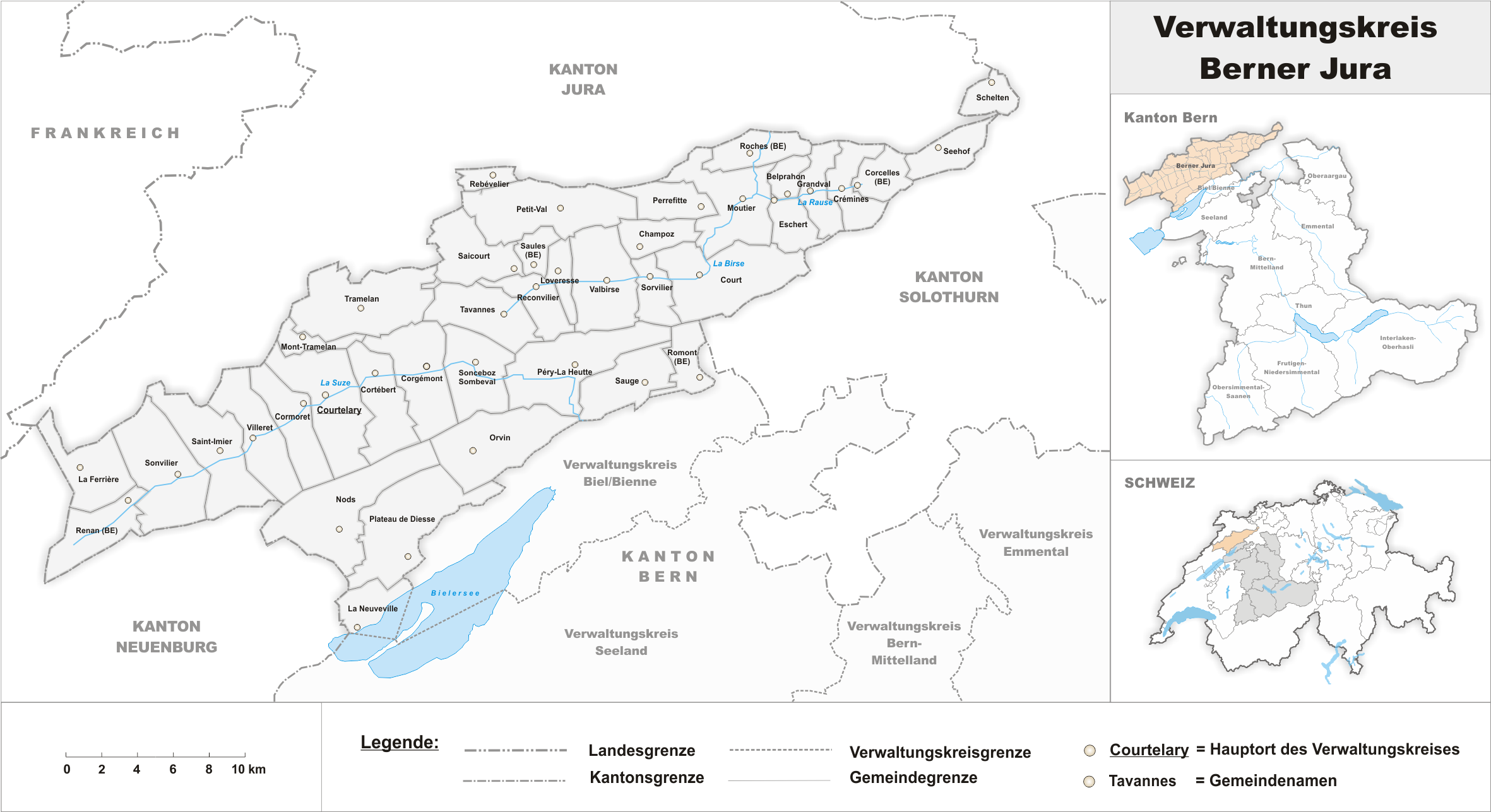
Mapa obcí v Bernském Jurovi

Bernský Jura (francouzsky Jura bernois, německy Berner Jura), od listopadu 2022 zvaný také také Grand Chasseral, je francouzsky mluvící část kantonu Bern ve Švýcarsku, nacházející se v jeho severní části. Má přibližně 52 000 obyvatel. Tradičním hlavním městem je Moutier, sídlo okresního hejtmana se však nachází v Courtelary. Geologicky patří Bernský Jura k tzv. Faltenjurovi. Zastánci spojení Bernského Jury s kantonem Jura označují Bernského Juru jako Jižního Juru.

## Historie
Po oddělení kantonu Jura od kantonu Bern v roce 1979 se Bernský Jura stále skládal ze správních obvodů Courtelary, Moutier a La Neuveville. V rámci kantonální reformy decentralizované správy byly tyto tři okresy k 1. lednu 2010 sloučeny do okresu Bernský Jura. Ten je shodný se stejnojmenným správním regionem.
Existuje hnutí za připojení ke kantonu Jura, které však bylo v jurském plebiscitu poraženo. Malé obci Vellerat, která se po odtržení kantonu Jura stala pohraniční obcí, se však po celostátním referendu v roce 1996 podařilo přejít do kantonu Jura. V dalším regionálním referendu 24. listopadu 2013 se Bernský Jura 71,8 % hlasů vyslovil proti sloučení s kantonem Jura.
Od roku 2006 má Bernský Jura regionální parlament, nazvaný Conseil du Jura bernois. Dne 28. března 2021 se většina 55 procent obyvatel obce Moutier vyslovila pro změnu na kanton Jura.
V listopadu 2022 sdružení Fondation pour le rayonnement du Jura bernois, vytvořené v roce 2019, přejmenovalo Bernského Juru na Grand Chasseral s odůvodněním, že „značka Grand Chasseral je průřezová jako první komunikační nástroj ve službách charismatu Bernského Jury a jejích různých zainteresovaných stran“ a slouží „regionální atraktivitě prostřednictvím inkluzivního přístupu“. Cílem přejmenování bylo odstranit slovo „Jura“ z názvu regionu v lidovém jazyce, rozptýlit jurský konflikt, reagovat na hlasování v obci Moutier a nově ekonomicky umístit region.

## Jazyky
Bernský Jura zahrnuje bez výjimky všechny obce kantonu Bern, které jsou převážně francouzsky mluvící, a také některé obce, které jsou převážně německy mluvící. Ve třech malých obcích Seehof, Schelten a Mont-Tramelan (Bergtramlingen) němčina jasně převažuje nad francouzštinou; podíl mluvčích němčiny zde přesahuje 70 %. V bývalé obci Châtelat (od roku 2015 součást obce Petit-Val) a v obci Rebévelier je dvoutřetinová většina mluvčích němčiny. Větší německy mluvící menšiny jsou také v obcích Romont (Rothmund) a Prêles (Prägelz). V těchto dvou obcích existují jazykové menšiny o velikosti 30 až více než 40 %.